# Милан Пилиповић
Милан Пилиповић (Гуњевци, код Кнешпоља, 18. јануар 1919 — Бихаћ, 22. август 1941), учесник Народноослободилачке борбе и народни херој Југославије.

## Биографија
Рођен је 18. јануара 1919. године у селу Гуњевцима, у Кнешпољу, код Козарској Дубици. Основну и средњу пољопривредну школу је завршио у Крижевцима. Прва сазнања о радничком покрету је добио од свог оца Ђуре, некадашњег рудара из руских рудокопа и члана Социјалдемократске партије. У време специјализације у бањалучкој пољопривредној школи укључио се у раднички покрет.
После одслужења војног рока, запослио се као техничар Пољопривредне школе у Босанској Дубици. Када је примљен у чланство Комунистичке партиоје југославије, септембра 1940. године, на састанку партијске ћелије у Међувођу, добио је задатак да формира градску партиску организацију у Босанској Дубици. За врло кратко време Милан је успео да формира прву партијску ћелију и постао је њен први секретар.
Лако је успостављао контакте и имао велику моћ утицаја на људе, био је добар пропагатор револуционарних идеја и организатор политичких акција. Да би онемогућили његову партијску активност, органи власти су га преместили у Велику Кладушу, али се Милан брзо снашао у новој средини и повезао с комунистима.
Као резервни официр, вративши се, средином априла 1941. године, из краткотрајног Априлског рата, кренуо је у обилазак партијских организација, с циљем да се организује отпор присилном покатоличавању Срба и распиривању раздора и мржње, да се спречи предаја оружја и одлазак на рад у Немачку.
Првих дана јула 1941. године Милан је дошао на подручје босанско-крупског среза, са директивом о подизању устанка. У Рујишкој, где је највише боравио, окупљао је људе и припремао их је за прве акције. Ту је организовао штампање и растурање радио-вести које су демантовале намачку пропаганду о пропасти Совјетског Савеза. Вршио је директне припреме за устанак: евидентирао је расположиво оружје, изабрао војне поверенике и формирао штабове у Рујишкој, Чађевици, Блатини и Суваји. Његова активност није прошла незапажено, па су усташке власти расписале потерницу за њим.
У селу Осредеку, Милан је упао у усташку засједу. Борио се док је имао муниције, а онда је скочио у реку Уну, с намером да се пребаци на другу страну. Али у шипражју на обали га је чекала и друга заседа. Везан је и доведен у Бихаћку кулу, тада већ препун усташки затвор.
Пошто су у његовом џепу пронашли проглас Централног комитета КПЈ којим се позива народ на устанак, усташе су очекивале да ће од њега сазнати много. Међутим, Милан им је само признао да је члан КПЈ и рекао да им више ништа неће рећи. Стрељан је 22. августа 1941. године у Бихаћу.
Указом председника Федеративне Народне Републике Југославије Јосипа Броза Тита, 27. новембра 1953. године, проглашен је за народног хероја.